# G.H. Overbeck
Georg Hermann Overbeck (4. juli 1743 Løgumkloster – 20. august 1796 Flensborg) var lærer, musikdirektør og arbejdede ivrigt for at bevare det danske sprog i Hertugdømmet Slesvig/Sønderjylland.

## Historie
G.H. Overbeck gennemgik først en tysk latinskole, studerede derefter ved Københavns Universitet og ansattedes 1769 som kantor i Tønning. I 1775 fik han samme stilling i Flensborg , denne gang på byens lærde skole. Her var han også musikdirektør. G.H. Overbeck var et varmtfølende, retsindig menneske med musikalske og poetiske interesser, og han var dansk sprogelsker. Han var den første slesviger, der med stor iver arbejdede for at styrke det danske modersmål, der var blevet mere og mere fortrængt af tysk indflydelse og en karakteristisk bebuder af den sprogkamp, der stod for døren. Han arbejde hårdt for at få dansk anerkendt som fast læsefag ved skolen og skolens rektor var på hans side. Magistraten i Flensborg var dog mod dette, men tillod undervisning i dansk om onsdagen og lørdagen, hvis skolens daglige undervisning ikke blev forstyrret. Konsistoriet på Gottorp Slot tillod også dette.Denne danskundervisning lykkedes det ham 1786 at få gennemført ved borgmester J. Thor-Stratens hjælp. Han blev svagelig i 1795 og blev afskediget af samme grund og døde i Flensborg 20. august 1796. En avis i Flensborg skrev ved hans død; Den ædle var en ærlig, beskeden mand, fuld af hjertens renhed, menneskelighed og godhed.
Hans navn er indhugget på Skamlingsbankestøtten på Skamlingsbanken, sammen med 17 andres navne, der alle har gjort en indsats for den danske sag i Sønderjylland.